# José Froilán González
José Froilán González (* 5. Oktober 1922 in Arrecifes; † 15. Juni 2013 in Buenos Aires) war ein argentinischer Automobilrennfahrer, Formel-1-Vize-Weltmeister von 1954 und Le-Mans-Sieger.

## Jugend und erste Ambitionen
José Froilán González galt schon als Jugendlicher als begabter Athlet und begeisterter Schwimmer. Durch seinen Vater, den Inhaber einer großen Chevrolet-Vertretung, und seinen Onkel Julio Pérez, einen ehemaligen bekannten Langstreckenfahrer der 1930er-Jahre, kam er zum Motorsport. Hinzu kam, dass sein Geburtsort eine Naturrennbahn beherbergt.
Staatspräsident Juan Domingo Perón erhob kraft seiner diktatorischen Befugnisse den Rennsport zur nationalen Angelegenheit, als er ab 1947, bewusst während des europäischen Winters, in Buenos Aires und  anderen Städten des Landes die sogenannte Temporada ausrichten ließ, bei der es sich um eine Rennserie mit mehrheitlich formelfrei ausgeschriebenen Wettbewerben handelte, die von den europäischen Fahrern, wie zum Beispiel Jean-Pierre Wimille, begeistert aufgenommen wurden.
Auch der italienische Motorsport-Star der Vorkriegszeit, Achille Varzi, ging dort erfolgreich an den Start und war bald der populärste ausländische Sportler. Angetan von der örtlichen Rennszene ermutigte Varzi die lokalen Rennsportler, allen voran Juan Manuel Fangio, ihr Glück in Europa zu versuchen.
Als Varzi beim Training zum Grand Prix der Schweiz 1948 in Bremgarten tödlich verunglückte, versucht sein Vater durch die Gründung eines Rennteams sein Andenken zu ehren: Der argentinische Automobil-Club erwarb zwei Maserati 4CLT/48 und wollte sie im Sommer 1949 mit den Piloten Fangio und Benedicto Campos in Europa an den Start gehen lassen. Daraufhin bot Varzi ihnen die „Palazzo-Varzi“-Werkstatt in Galliate als Teamstandort an, wodurch das Team den Namen „Equipo Argentino Achille Varzi“ tragen durfte.
Kurz zuvor startete González seine ersten Rennsportversuche, die aufgrund seiner Statur schnell seine Spitznamen begründeten: Aufgrund seines runden Kopfes tauften ihn seine Landsleute „El Cabezon“ (Wasserkopf), in Europa nannte man ihn den argentinischen Puma, auf den britischen Inseln den „Pampasstier“. Er fiel auf einigen Monoposto mit Chevrolet- bzw. Ford-Motor weniger durch gute Resultate als durch halsbrecherische Manöver und wilde Drifts auf, bei denen die Wagen regelmäßig durch Materialermüdung scheiterten. Um den finanziellen Hintergrund abzusichern, richtete sein Vater ihm ein Speditionsgeschäft ein. Als José mit einem Maserati einen richtigen Formel-Wagen erhielt, errang er mit einem sechsten Rang beim Grand Prix Mar del Plata und einem siebten Rang in Rosario bessere Platzierungen.

## Der Weg in die Formel 1
Erst der Wechsel von Fangio zum Werksteam von Alfa Romeo 1950 ermöglicht den Aufstieg González’. Im argentinischen Le Cumbre errang er seinen ersten Sieg und konnte dann auch mit den blau-gelben Rennern in Europa sein Debüt feiern. Das Team der „Equipo Argentino Achille Varzi“ hatte mit dem ehemaligen Chefmechaniker Varzis, Amedeo Bignami, zwar einen guten technischen Leiter, der Fuhrpark umfasste jedoch zeitweilig bis zu zehn Rennwagen. Maseratis starteten in der Formel 1, Ferrari in der Formel 2, mit Gordini oder Talbot-Lago-Sportwagen bestritt man Sportwagenrennen. Außerdem empfand man die Dominanz der Alfetta als erdrückend.
González’ Debüt während der Saison 1950 beim Grand Prix von Monaco verlief überraschend: Im Qualifikationstraining landete er auf dem dritten Platz, wurde dann aber eines der Opfer einer Massenkollision in der Tabakkurve, die zwei Drittel des Fahrerfeldes dezimierte. Beim nicht zur Weltmeisterschaft zählenden Grand Prix von Albi errang er einen zweiten Platz, bei den WM-Läufen überwogen jedoch Ausfälle aufgrund von Defekten.

## Der Wechsel zu Ferrari

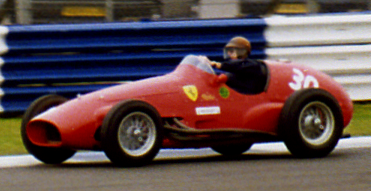
González in einem Ferrari 500 (2000)

Durch den Start von Mercedes-Benz mit den Vorkriegs-Kompressor-Modellen vom Typ W 154 bei der argentinischen Temporada 1951 geriet González in das Blickfeld Enzo Ferraris.
Mit der Streckenführung hatte man zuvor Fangio betraut, der zu dieser Zeit in der Annahme war, er würde selbst dort einen leichten, wendigen Formel-2-Ferrari pilotieren. Daher legte er einen kurvigen Kurs fest, vor dem Rennen war er aber bei Mercedes untergekommen. Stattdessen startete González mit einem Ferrari 166 mit 2-Liter-Kompressor, sodass er souverän den Grand Prix „Juan Péron“ vor Hermann Lang und den „Donna Evita Péron“ vor Karl Kling gewinnen konnte, weil die Doppel-Kompressor-Motoren Probleme mit der Luftfeuchtigkeit hatten und aufgrund des längeren Radstandes in den engen Kurven ins Hintertreffen gerieten. Die „Equipo Argentino Achille Varzi“ hatte mit den Talbot-Lago-Modellen für die Automobil-Weltmeisterschaft 1951 keine konkurrenzfähigen Wagen, außerdem verließ der gesundheitlich angeschlagene Bignami das Team.
Kurz vor dem Grand Prix von Frankreich in Reims-Gueux musste Ferrari-Stammfahrer Piero Taruffi krankheitsbedingt absagen, sodass González ins Werksteam aufrückte und im Rennen auf einem aussichtsreichen zweiten Platz lag. Doch entsprechend der damals gängigen Praxis musste er nach einem Boxenstopp dem in der Zwischenzeit ausgefallenen Alberto Ascari den Wagen überlassen, damit dieser für die WM wichtige Punkte erhielt. González sagte später dazu: „Ich fühlte mich verletzt. Ich nahm an, ich hätte in irgendeiner Weise einen der mysteriösen Tests bei Ferrari nicht bestanden (…), dennoch wollte mir keiner sagen, was ich falsch gemacht hätte (…).“
Beim Großen Preis von Großbritannien in Silverstone fuhr González Trainingsbestzeit – eine Sekunde vor Fangio und zwei Sekunden vor Ascari. Er gewann das Rennen mit 50 Sekunden Vorsprung vor Fangio und errang damit den ersten Sieg eines Ferrari in einem Rennen der Formel-1-Weltmeisterschaft.
Mit diesem Sieg, zwei zweiten und einem dritten Platz belegte González in der Endabrechnung den dritten Rang hinter Fangio und Ascari.

## Intermezzo bei Maserati
Bei den folgenden Rennen des Jahres 1952 in Uruguay und Brasilien auf einem Kompressor-Ferrari kämpften Fangio und González regelmäßig um die Siege.
Als 1952 (wie dann auch im folgenden Jahr) die Fahrerweltmeisterschaft in der Formel 2 ausgetragen wurde, fuhren beide Argentinier für Maserati, aber der Wagen (A6GCM) war noch unausgereift und litt an massiven technischen Problemen. Auch der schwere Unfall Fangios in Monza im Juni war ein empfindlicher Rückschlag für das Team.
Einzig der zweite Platz von González beim Grand Prix von Italien zum Saisonende zeigte das Potenzial des Wagens, das Fangio und González mit der deutlich verbesserten Modifikation in der Automobil-Weltmeisterschaft 1953 ausleben wollten. Maserati bestritt die Saison mit drei argentinischen Fahrern, da Onofre Marimón ins Team aufgenommen wurde. In diesem Jahr wurde Fangio Vizeweltmeister, González Sechster.

## Rückkehr zu Ferrari – Vizeweltmeisterschaft
Danach trennten sich die Wege der Argentinier: Marimón blieb bei Maserati, Fangio wechselte nach zwei WM-Läufen auf Maserati zu Mercedes und González kehrte zu Ferrari zurück.
Während der gesamten Saison erwies sich González als der härteste Konkurrent Fangios. Beim Grand Prix von Frankreich in Reims – dem ersten Start der neuen Mercedes-Stromlinienwagen – führte der Bruch einer Ölleitung zu einem Dreher; ein Feuer wurde schnell erstickt. Doch im englischen Silverstone konnte González seinen Sieg von 1951 wiederholen: Er nahm dem zweitplatzierten Mike Hawthorn 70 Sekunden und dem viertplatzierten Fangio sogar eine ganze Runde ab. Nach dem tödlichen Trainingsunfall seines früheren Teamkollegen und Freundes Onofre Marimón beim Großen Preis von Deutschland gab er das Rennen auf und ließ sich im Rennen von Hawthorn ablösen.
Beim Schweizer Grand Prix auf der anspruchsvollen Bremgarten-Strecke hatte er die Pole-Position zwei Zehntelsekunden vor Fangio errungen. Nach dem zweiten Platz in diesem Rennen und dem dritten Rang beim Großen Preis von Italien reichte es jedoch nur zur Vizeweltmeisterschaft.
Daneben konnte er drei nicht zur Weltmeisterschaft zählende Formel-1-Rennen gewinnen, in Bordeaux, Bari und in Silverstone. Außerdem gelang ihm im Juni 1954 zusammen mit Maurice Trintignant auf einem Ferrari 375 Plus ein hart erkämpfter Sieg bei dem 24-Stunden-Rennen von Le Mans in der Sportwagen-Weltmeisterschaft.

## Rückzug vom Rennsport
Beim Training zur RAC Tourist Trophy, einem Lauf zur Sportwagen-Weltmeisterschaft 1954 auf dem Dundrod Circuit in Nordirland, verunglückte González am 11. September 1954 auf regennasser Fahrbahn schwer. Beim Einschlag in eine Böschung wurde er aus dem Wagen geschleudert und erlitt eine Schulterfraktur sowie schwere Wirbelstauchungen. Gravierender waren jedoch die psychischen Folgen: Bisher stets von schweren Unfällen verschont, war ihm der Tod Marimóns so nahegegangen, dass er sich nun formell vom Rennsport zurückzog, um daheim mit seiner Frau Amalia das Auto- und Speditionsgeschäft weiterzuführen.
Dennoch trat González bis 1960 bei den beiden großen Rennereignissen seiner Heimat, dem Grand Prix und dem 1000-km-Rennen von Buenos Aires, als Pilot an. 1955 errang er hier mit einem Ferrari den zweiten Platz beim Grand Prix und 1956 auf einem Maserati-Sportwagen den dritten Platz bei dem Sportwagenrennen. Die Rückkehr an die Stätte seiner größten Triumphe innerhalb der Formel-1-Weltmeisterschaft wurde ihm im gleichen Jahr jedoch durch das Abscheren der Antriebswelle bei seinem Vanwall beim Start verwehrt.
Dennoch blieb González sein Leben lang dem Rennsport verbunden. Als Mitte der 1990er-Jahre die Fachzeitschrift sport auto den jungen Michael Schumacher in ihrer Statistik und im Vergleich zu den Größen des Formel-1-Sports einordnen wollte, fiel González aufgrund seiner insgesamt äußerst guten Chancenauswertung so gut auf, dass er in manchen Belangen als Vergleichsbeispiel zu dem Kerpener herangezogen wurde. Denn bei „nur“ 26 Starts innerhalb des ersten Jahrzehnts der Königsklasse erzielte er 77,5 Punkte, drei Pole-Positions, sechs schnellste Runden und zwei Grand-Prix-Siege.
Bei der Beerdigung seines einstigen Rivalen und langjährigen Freundes Juan Manuel Fangio war der nunmehr selbst schwer zuckerkranke Argentinier einer der Sargträger.
Im Dezember 2003 starb sein Sohn Julio César González beim Sporttauchen im Río de la Plata, der 81-jährige González musste sich danach aufgrund starker Herzprobleme in ein Sanatorium im Stadtteil Palermo von Buenos Aires begeben. Nach eingehender ärztlicher Beobachtung konnte er das Krankenhaus jedoch am nächsten Morgen wieder verlassen.
González versuchte seit 2003, die Karriere der argentinischen Motorsporthoffnung Juan Cruz Álvarez zu fördern, der es nach dem Gewinn der World Series Light (2003) im Jahr 2005 in das GP2-Team von Adrián Campos schaffte, dort aber mit 4,5 Punkten nur den 18. Platz im Endklassement erzielte.
José Froilán González verstarb im Juni 2013 im Alter von 90 Jahren an einer Erkrankung der Atemwege.

## Statistik

### Statistik in der Automobil-Weltmeisterschaft

#### Grand-Prix-Siege
- 1951:  Großbritannien (Silverstone)
- 1954:  Großbritannien (Silverstone)

#### Gesamtübersicht
| Saison | Team                      | Chassis             | Motor            | Rennen | Siege | Zweiter | Dritter | Poles | schn. Rennrunden | Punkte           | WM-Pos. |
| ------ | ------------------------- | ------------------- | ---------------- | ------ | ----- | ------- | ------- | ----- | ---------------- | ---------------- | ------- |
| 1950   | Scuderia Achille Varzi    | Maserati 4CLT/48    | Maserati 1.5 L4s | 2      | −     | −       | −       | −     | −                | −                | NC      |
| 1951   | José Froilán González     | Talbot-Lago T26C-GS | Talbot 4.5 L6    | 1      | −     | −       | −       | −     | −                | 24 (27)          | 3.      |
| 1951   | Scuderia Ferrari          | Ferrari 375F1       | Ferrari 4.5 V12  | 5      | 1     | 3       | 1       | 1     | −                | 24 (27)          | 3.      |
| 1952   | Officine Alfieri Maserati | Maserati A6GCM      | Maserati 2.0 L6  | 1      | −     | 1       | −       | −     | 1                | 6,5              | 9.      |
| 1953   | Officine Alfieri Maserati | Maserati A6GCM      | Maserati 2.0 L6  | 5      | −     | −       | 3       | −     | 2                | 13,5 (14,5)      | 6.      |
| 1954   | Scuderia Ferrari          | Ferrari 625F1       | Ferrari 2.5 L4   | 6      | 1     | 2       | 2       | 1     | 3                | 25 1/7 (26 9/14) | 2.      |
| 1954   | Scuderia Ferrari          | Ferrari 553 Squalo  | Ferrari 2.5 L4   | 1      | −     | −       | −       | −     | −                | 25 1/7 (26 9/14) | 2.      |
| 1955   | Scuderia Ferrari          | Ferrari 625F1       | Ferrari 2.5 L4   | 1      | −     | 1       | −       | 1     | −                | 2                | 17.     |
| 1956   | Officine Alfieri Maserati | Maserati 250F       | Maserati 2.5 L6  | 1      | −     | −       | −       | −     | −                | −                | NC      |
| 1956   | Vandervell Products Ltd.  | Vanwall VW2         | Vanwall 2.5 L4   | 1      | −     | −       | −       | −     | −                | −                | NC      |
| 1957   | Scuderia Ferrari          | Ferrari D50         | Ferrari 2.5 V8   | 1      | −     | −       | −       | −     | −                | 1                | 21.     |
| 1960   | Scuderia Ferrari          | Ferrari Dino 246F1  | Ferrari 2.4 V6   | 1      | −     | −       | −       | −     | −                | −                | NC      |
| Gesamt | Gesamt                    | Gesamt              | Gesamt           | 26     | 2     | 7       | 6       | 3     | 6                | 77,64            |         |

#### Einzelergebnisse
| Saison | 1   | 2       | 3     | 4 | 5   | 6   | 7     | 8 | 9 | 10 |
| ------ | --- | ------- | ----- | - | --- | --- | ----- | - | - | -- |
| 1950   |     |         |       |   |     |     |       |   |   |    |
|        | DNF |         |       |   | DNF |     |       |   |   |    |
| 1951   |     |         |       |   |     |     |       |   |   |    |
| DNF    |     |         | (2)/- | 1 | 3   | 2   | 2     |   |   |    |
| 1952   |     |         |       |   |     |     |       |   |   |    |
|        |     |         |       |   |     |     | 2     |   |   |    |
| 1953   |     |         |       |   |     |     |       |   |   |    |
| 3      |     | DNF/3   | (DNF) | 3 | 4   | DNF |       |   |   |    |
| 1954   |     |         |       |   |     |     |       |   |   |    |
| 3      |     | DNF/(4) | DNF   | 1 | 2/- | 2   | DNF/3 |   |   |    |
| 1955   |     |         |       |   |     |     |       |   |   |    |
| 2/-    |     |         |       |   |     |     |       |   |   |    |
| 1956   |     |         |       |   |     |     |       |   |   |    |
| DNF    |     |         |       |   | DNF |     |       |   |   |    |
| 1957   |     |         |       |   |     |     |       |   |   |    |
| 5      |     |         |       |   |     |     |       |   |   |    |
| 1960   |     |         |       |   |     |     |       |   |   |    |
| 10     |     |         |       |   |     |     |       |   |   |    |

| Legende  | Legende            | Legende                                                          |
| Farbe    | Abkürzung          | Bedeutung                                                        |
| -------- | ------------------ | ---------------------------------------------------------------- |
| Gold     | –                  | Sieg                                                             |
| Silber   | –                  | 2. Platz                                                         |
| Bronze   | –                  | 3. Platz                                                         |
| Grün     | –                  | Platzierung in den Punkten                                       |
| Blau     | –                  | Klassifiziert außerhalb der Punkteränge                          |
| Violett  | DNF                | Rennen nicht beendet (did not finish)                            |
| Violett  | NC                 | nicht klassifiziert (not classified)                             |
| Rot      | DNQ                | nicht qualifiziert (did not qualify)                             |
| Rot      | DNPQ               | in Vorqualifikation gescheitert (did not pre-qualify)            |
| Schwarz  | DSQ                | disqualifiziert (disqualified)                                   |
| Weiß     | DNS                | nicht am Start (did not start)                                   |
| Weiß     | WD                 | zurückgezogen (withdrawn)                                        |
| Hellblau | PO                 | nur am Training teilgenommen (practiced only)                    |
| Hellblau | TD                 | Freitags-Testfahrer (test driver)                                |
| ohne     | DNP                | nicht am Training teilgenommen (did not practice)                |
| ohne     | INJ                | verletzt oder krank (injured)                                    |
| ohne     | EX                 | ausgeschlossen (excluded)                                        |
| ohne     | DNA                | nicht erschienen (did not arrive)                                |
| ohne     | C                  | Rennen abgesagt (cancelled)                                      |
| ohne     | keine WM-Teilnahme |                                                                  |
| sonstige | P/fett             | Pole-Position                                                    |
| sonstige | 1/2/3/4/5/6/7/8    | Punktplatzierung im Sprint-/Qualifikationsrennen                 |
| sonstige | SR/kursiv          | Schnellste Rennrunde                                             |
| sonstige | *                  | nicht im Ziel, aufgrund der zurückgelegten Distanz aber gewertet |
| sonstige | ()                 | Streichresultate                                                 |
| sonstige | unterstrichen      | Führender in der Gesamtwertung                                   |

### Le-Mans-Ergebnisse
| Jahr | Team                | Fahrzeug          | Teamkollege         | Platzierung | Ausfallgrund |
| ---- | ------------------- | ----------------- | ------------------- | ----------- | ------------ |
| 1950 | Automobiles Gordini | Gordini T15S      | Juan Manuel Fangio  | Ausfall     | Zündung      |
| 1951 | Henri Louveau       | Talbot-Lago T26GS | Onofre Marimón      | Ausfall     | Kühler       |
| 1953 | Scuderia Lancia     | Lancia D20        | Clemente Biondetti  | Ausfall     | Motorschaden |
| 1954 | Scuderia Ferrari    | Ferrari 375 Plus  | Maurice Trintignant | Gesamtsieg  |              |

### Einzelergebnisse in der Sportwagen-Weltmeisterschaft
| Saison | Team             | Rennwagen         | 1   | 2   | 3   | 4   | 5   | 6   | 7   |
| ------ | ---------------- | ----------------- | --- | --- | --- | --- | --- | --- | --- |
| 1953   | Lancia           | Lancia D20        | SEB | MIM | LEM | SPA | NÜR | RTT | CAP |
| 1953   | Lancia           | Lancia D20        | DNF |     |     |     |     |     |     |
| 1954   | Scuderia Ferrari | Ferrari 375 Plus  | BUA | SEB | MIM | LEM | RTT | CAP |     |
| 1954   | Scuderia Ferrari | Ferrari 375 Plus  | 1   |     |     |     |     |     |     |
| 1955   | Scuderia Ferrari | Ferrari 118LM     | BUA | SEB | MIM | LEM | RTT | TAR |     |
| 1955   | Scuderia Ferrari | Ferrari 118LM     | DNF |     |     |     |     |     |     |
| 1956   | Maserati         | Maserati 300S     | BUA | SEB | MIM | NÜR | KRI |     |     |
| 1956   | Maserati         | Maserati 300S     | 3   |     |     |     |     |     |     |
| 1960   | Scuderia Ferrari | Ferrari Dino 246S | BUA | SEB | TAR | NÜR | LEM |     |     |
| 1960   | Scuderia Ferrari | Ferrari Dino 246S | DNF |     |     |     |     |     |     |

## Zitate
- „Fangio kommt menschlich in der Öffentlichkeit besser an, als der etwas verschlossen und düster wirkende Gonzáles“ (Günter Molter, Journalist, 1954)
- „Er fuhr anfangs wie ein Amateur – maximaler Angriff die ganze Zeit (…) ins Cockpit gestopft, mit Schmollmund, Grimassen schneidend oder Selbstgespräche führend, droschen seine muskulösen Arme auf das Lenkrad ein, und sein Wagen schleuderte haarsträubend auf Messers Kante zwischen Kontrolle und Desaster.“ (Douglas Nye, Journalist)